# 陳彝 (洪武進士)
陳彝（?—?），字原善，浙江溫州府永嘉縣人，明朝政治人物、進士出身。

## 生平
洪武四年，會試一百一十二名，登進士三甲，授太原府陽曲縣縣丞。